# Sacháyoj
Sacháyoj es una localidad del departamento Alberdi, provincia de Santiago del Estero, Argentina. Está a unos 330 km de la ciudad capital de la provincia, a la cual se llega por el sinuoso recorrido de la ruta provincial 6. La misma ruta comunica a Sacháyoj con Pampa de los Guanacos, que se encuentra unos 48 km al norte, y con Otumpa, a unos 80 km al sursudoeste.

## Toponimia
Se hace referencia al ser mítico del folclore regional conocido como El Sacháyoj (Señor de la foresta).

## Población
Cuenta con 2777 habitantes (Indec, 2010), lo que representa un incremento del 31% frente a los 2120 habitantes (Indec, 2001) del censo anterior.
| Gráfica de evolución demográfica de Sacháyoj entre 1991 y 2010 |
|                                                                |
| Fuentes: INDEC                                                 |

## Parroquias de la Iglesia católica en Sacháyoj
| Diócesis  | Añatuya              |
| --------- | -------------------- |
| Parroquia | San Antonio de Padua |